# ولاية بريمن
بريمن أو اِبْرِيمِن هي أصغر ولايات ألمانيا الاتحادية الست عشرة مساحةً. تضم الولاية مدينتي بريمن وبريمرهافن، كجيبين ضمن ولاية ساكسونيا السفلى. تعد أيضاً أحد «الولايات المدن» الثلاث بجمهورية ألمانيا الاتحادية (إلى جانب برلين وهامبورغ). تأتي هذه التسمية من كون حدود المدينة هي نفسها حدود الولاية.

## الجغرافيا
تقع بريمن في شمال ألمانيا على الخط العرضي ال 53 درجة والخط الطولي الثامن. يمر فيها نهر الفيسر الذي يصب على بعد 126 كم من بريمن في بحر الشمال. طول المدينة 38 كم وعرضها 16 كم. طول الحدود يراوح ال 136,5 كم. بريمن هي أحد مدن ألمانيا ذات الأرض المنبسطة (أي بدون مرتفعات). ولاية ساكسونيا السفلى تحيط ببريمن من كل الجهات. مدينة بريمرهافن الواقعة على بحر الشمال تتبع ولاية بريمن.

## أهم المدن
بريمن (مدينة) (547 ألف نسمة) وبريمرهافن (110 ألف نسمة).

## الاقتصاد
ميناء بريمن الذي يصله ببحر الشمال نهر الفيسر هو ثاني أكبر ميناء تصدير بألمانيا بعد ميناء هامبورغ. أيضاً تشارك بريمن ولاية ساكسونيا السفلى في ملكية ميناء الحاويات فيلهيلمسهافن. شركات ومؤسسات عدة تتمركز بالمدينة، على سبيل المثال: دايملر-كرايسلر (سيارات)، ايرباص (طائرات)، تشيبو (بن)، ميليتا (بن)، بيكس (مشروبات). في جنوب المدينة يقع مطار بريمن الدولي.

## التعليم والثقافة
جامعة بريمن هي أهم صرح علمي بالمدينة أُسست عام 1971، تليها عدة معاهد ومدارس عليا أهمها معهد بريمن للفنون. ستاد الفيسر هو مقر نادي فيردر بريمن الرياضي لكرة القدم، صاحب عدة بطولات. مسرح بريمن الحرة والهانزية هو أكبر مسارح المدينة. منذ عام 1036 تستضيف بريمن في اخر كل اسبوعين من شهر تشرين الأول/أكتوبر أعرق سوق شعبي بألمانيا، يُدعى فرايماركت (أي السوق الحر).

## معرض صور

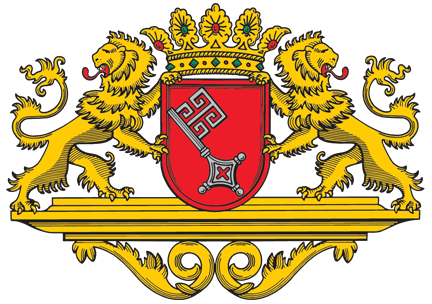

## مواقع إلكترونية
- موقع بريمن الرسمي: